# Émathion
Pour les articles homonymes, voir Émathion (homonymie).
Émathion (en grec ancien : Ἠμαθίων / Ēmathíōn) est, dans la mythologie grecque, un fils d'Éos, déesse de l'Aurore, et de son mari Tithon. Hésiode, dans sa Théogonie, est le premier à le mentionner et à donner sa filiation, reprise par les auteurs postérieurs. Hésiode lui prête aussi un frère, Memnon.
Émathion n'est mentionné par ailleurs qu'en tant qu'ennemi ponctuel du héros Héraclès, qui l'affronte et le tue. Le lieu et les circonstances de cet affrontement connaissent de légères variantes. Les scholies aux vers de la Théogonie qui citent Émathion indiquent que, chez Phérécyde, Héraclès tue Émathion au cours de son voyage pour aller dérober les pommes d'or du jardin des Hespérides. Chez Diodore de Sicile, Émathion est le roi des Éthiopiens et son combat contre Héraclès a lieu après que celui-ci a dérobé les pommes d'or et qu'il a vaincu Antée et Busiris. Héraclès remonte le cours du Nil en bateau jusqu'en Éthiopie : Émathion l'attaque et Héraclès le tue. Apollodore, dans sa Bibliothèque, place comme Phérécyde l'affrontement pendant le trajet de l'aller vers le jardin des Hespérides ; mais il situe le lieu de la rencontre en Arabie, et indique seulement qu'Héraclès tue Émathion.
Il semble qu'aucune représentation figurée d'Émathion dans les arts grecs anciens ne nous soit parvenue.